# Anquesneferibré
Anquesneferibré (Ankhesneferibré) foi adoradora divina de Amon entre 584 a.C. e 525 a.C., ano em que o Antigo Egito foi conquistado pelos Persas. 
Era filha do rei Psamético II e da rainha Takhut. O seu nome significa "Neferibré vive para ela", sendo Neferibré o nome de trono adoptado pelo seu pai. 
Foi adoptada como filha pela sua antecessora, Nitócris I (as adoradoras divinas deveriam ser celibatárias, adoptando uma "filha" como sucessora). Exerceu as funções de adoradora divina durante um longo período que atravessou os reinados de Apriés, Amásis e Psamético III.
Anquesneferibré patrocinou a construção de várias capelas na região de Tebas dedicadas ao deus Osíris, bem como uma porta na zona norte de Carnaque. 
Escolheu como sua sucessora Nitócris II, filha do faraó Amásis. 
A capela funerária desta adoradora encontra-se no interior do complexo de Medinet Habu. O sarcófago de Anquesneferibré em basalto foi descoberto em 1833 em Deir Almedina e encontra-se hoje no British Museum , tendo sido adquirido pelo museu aos Franceses em 1837. De grande dimensão, possui textos gravados em hieróglifos. Nela surge a figura de Anquesneferibré com um vestido de linho plissado e com as insígnias da realeza egípcia, com toucado de abutre com ureu (serpente sagrada) encimado por disco solar e altas plumas. Não se sabe se a princesa o utilizou já que este foi usurpado pelo sacerdote Amenhotep-Pimentu na época ptolemaica, que colocou nele algumas inscrições com o seu nome. 